# Stadsduif
De stadsduif (Columba livia domestica) is een afstammeling van de gedomesticeerde rotsduif, waarna deze huisduif later weer verwilderd is. De stadsduif is, net als de soepeend, de soepgans, de huismuis en de bruine rat, een cultuurvolger met een kosmopolitische verspreiding. 
Omdat de stadsduif regelmatig overlast veroorzaakt wordt ze door sommigen als ongedierte gezien en heeft ze de naam gevleugelde rat of vliegende rat gekregen.
Volgens het Nederlands Soortenregister is de correcte aanduiding Columba livia. Het soortenregister maakt onderscheid tussen stadsduiven en gedomesticeerde duiven. Volgens het soortenregister zijn gedomesticeerde duiven onderhevig aan door mensen gestuurde selectie, terwijl stadsduiven natuurlijke selectie ondergaan. Stadsduiven kunnen in steden hoge populatiedichtheden bereiken, broeden het gehele jaar door en kiezen zelf hun partner. De menselijk gestuurde selectie uit hun voorgeschiedenis is volgens het soortenregister bij stadsduiven deels ongedaan gemaakt.
Stadsduiven foerageren en broeden wereldwijd in een stedelijke omgeving. In steden is veel voedsel te vinden en er zijn ruim voldoende rotsige broed- en schuilplaatsen. De uitwerpselen van stadsduiven kunnen zorgen voor overlast, schade aan gebouwen en onhygiënische situaties die een gezondheidsrisico voor mensen kunnen opleveren. Om de overlast tegen te gaan, worden in Vlaanderen sinds 2005 duiventillen gebruikt waarin eieren worden vervangen door kunsteieren. Zo hoopt men de stadsduivenpopulatie binnen de perken te kunnen houden. Ook in verscheidene Nederlandse steden wordt vermeerdering tegengegaan, onder meer door een voederverbod in te stellen.